# Interlingua (glottodidattica)
Un'interlingua, in glottodidattica, è la lingua che viene sviluppata da un discente che sta acquisendo una seconda lingua ma non l'ha ancora pienamente acquisita; questi preserva alcune caratteristiche della lingua nativa nel parlare o nello scrivere nella lingua bersaglio, apportando anche delle 'innovazioni'.
Un'interlingua, peculiarmente basata sulle esperienze dei discenti di L2 (lingua seconda), può cristallizzarsi in qualsiasi fase del suo sviluppo. Il discente crea un'interlingua utilizzando diverse strategie come language transfer, ipergeneralizzazione e semplificazione.
Ciascuna fase di sviluppo è detta "varietà di apprendimento".
Fondata sul presupposto secondo il quale vi sarebbe «una struttura psicologica latente nel cervello»,  l'interlingua viene attivata quando un individuo prova ad apprendere una seconda lingua.
Larry Selinker (1972) propose la teoria dell'interlingua dopo aver osservato che, in una data situazione, le espressioni prodotte dal discente differivano da quelle che i parlanti nativi avrebbero prodotto se avessero cercato di trasmettere lo stesso messaggio. Questo confronto rivela dunque un sistema linguistico separato, la cui presenza può essere constatata studiando le espressioni dei discenti che provano a riprodurre una norma della lingua bersaglio.
Per studiare i processi psicologici coinvolti, bisogna confrontare l'interlingua del discente con
1. le espressioni prodotte nella lingua nativa 'dal discente' per trasmettere lo stesso messaggio;
2. le espressioni prodotte nella lingua bersaglio 'dal parlante nativo' di quella lingua per trasmettere lo stesso messaggio.

## Fasi dell'interlingua
Larry Selinker definisce l'interlingua come un sistema a sé stante, una lingua vera e propria, caratterizzata da regolarità come tutte le altre lingue, che è il prodotto di una grammatica mentale, cioè di una serie di regole, alcune riconducibili alla L1, altre alla L2, altre a meccanismi mentali universali (grammatica universale) in parte innati e inconsci, in parte consapevoli. L'interlingua, dunque, non è frutto dell'imitazione della L2, ma della competenza transitoria (conoscenza che si ha in un determinato momento), è provvisoria e soggetta ad adattamenti, perché le sue regole possono mutare nel tempo.
Nella prospettiva della linguistica acquisizionale, per quanto concerne le varietà dell'interlingua dall'apprendente L2, Klein e Perdue (1997) parlano di tre diverse fasi:
- Fase iniziale o pre-basica: l'apprendente inizia a produrre output utilizzando una keyword strategy (ovvero utilizzando poche parole chiave) ed avvalendosi di una grammatica elementare, formata da regole pragmatiche, cioè pochi elementi funzionali con valore pragmatico: negazione, asserzione, alcuni pronomi personali, congiunzioni e avverbi ad alta frequenza; si può fare ricorso a formule o routine che esibiscono tratti di complessità, usate però come una singola unità, non analizzata nelle sue parti costitutive). Le desinenze vengono usate in modo asistematico e non c'è una vera e propria consapevolezza delle parole, che vengono semplicemente ripetute senza essere analizzate: le produzioni sono caratterizzate da un'organizzazione nominale dell'enunciato (priva di verbo), da enunciati brevi ed elementari, ruotanti attorno a poche parole chiave; si ricorre all'aiuto del nativo, a gesti, a riferimenti del contesto situazionale; ci si avvale del mezzo prosodico; gli enunciati contengono solo la parte comunicativamente saliente, accostata senza legami sintattici alla parola topicale, che cioè rimanda all'argomento, al topic (o tema) del discorso; l'ordine è topic-comment o viceversa.
- Fase basica: l'apprendente presenta una varietà di base sempre connotata da pragmaticità, in cui comincia a comparire l'uso del verbo come nucleo della frase, anche se non ancora flesso, lessico più ricco, scarsità di parole-funzione (articoli, preposizioni), di morfologia verbale o nominale, usata con predominio di forme non marcate (in italiano, ad esempio, il maschile singolare per tutti gli aggettivi). L'ordine dell'enunciato colloca il focus (la parte più informativa dell'enunciato) alla fine dell'enunciato, mentre la prima parte dell'enunciato può contenere elementi di contesto spaziale o temporale (in inglese, setting). Ad esempio: «In Cina (setting) io (topic) ho fatto le scuole medie (comment)». Sono rare le subordinate.
- Fase post-basica: è caratterizzata dalla flessione verbale e dalla comparsa della morfologia. In questa fase, si sviluppano interlingue sempre più complesse: ci sono varietà intermedie che presentano fragilità negli ambiti più marcati di L2, fino a varietà avanzate che hanno sempre minori deviazioni rispetto alla lingua target, fino alle varietà quasi native.

## Curiosità
Un'interlingua è anche una lingua artificiale ausiliaria usata da parlanti di lingue diverse per poter comunicare gli uni con gli altri.
Fra le interlingue, solo l'esperanto possiede un numero considerevole di parlanti; l'interlingua e la lingua ido, diversamente, hanno una comunità di parlanti più ristretta.